# Белорусская Советская Социалистическая Республика
Белору́сская Сове́тская Социалисти́ческая Респу́блика (БССР, Белорусская ССР; бел. Беларуская Савецкая Сацыялістычная Рэспубліка, пол. Białoruska Socjalistyczna Republika Radziecka, идиш בעלארוסישע סאָוועטישע סאָציאַליסטישע רעפובליק‎, Belarusishe Sovetishe Sotsyalistishe Refublik) — союзная республика в составе СССР с 1922 по 1991 год.
Впервые провозглашена 1 января 1919 года под названием Социалистическая Советская Республика Белоруссия, которая 31 января 1919 года вышла из состава РСФСР, а 27 февраля объединилась с Литовской Советской Республикой в Литовско-Белорусскую Советскую Социалистическую Республику — Литбел.
Литбел прекратила своё существование в результате польской оккупации в ходе советско-польской войны. 12 июля 1920 года в результате Московского договора, заключённого между РСФСР и Литвой, закрепил прекращение существования Литбела. 31 июля 1920 года в Минске была восстановлена Социалистическая Советская Республика Белоруссия (Белорусская Социалистическая Советская Республика), в дальнейшем изменившая название на Белорусская Советская Социалистическая Республика (с принятием Конституции СССР 1936 года второе и третье слово поменялись местами). БССР в числе 4 советских республик 30 декабря 1922 года подписала Договор об образовании СССР.
Наряду с СССР и УССР была суверенным сооснователем и членом ООН с 1945 года.
27 июля 1990 года была принята Декларация о государственном суверенитете БССР. 19 сентября 1991 года БССР была переименована в Республику Беларусь, а 8 декабря 1991 года совместно с представителями РСФСР и Украиной руководство республики подписало Беловежское соглашение о создании СНГ.

## История

### Предыстория
25 марта 1918 года представители белорусского национального движения в условиях германской оккупации объявили о создании независимой Белорусской Народной Республики. После поражения Германии в Первой мировой войне и эвакуации германских войск в декабре 1918 года большая часть территории БНР была занята Красной армией, правительство БНР переехало в Гродно, впоследствии частично находилось в Ковно (совр. Каунас).

### Создание
В начале 1919 года белорусские политические и общественные структуры придерживались различных взглядов на вопрос о создании белорусской государственности. Облисполком Западной области и фронта и Северо-западный областной комитет РКП(б) были противниками её создания, в то время как этнические белорусы-беженцы в Петрограде, Москве и других городах создали собственные влиятельные общественно-политические организации и настаивали на самоопределении.
До декабря 1918 года советское партийное руководство не имело определённой позиции по вопросу о белорусской советской государственности. В декабре от Облискомзапа ВЦИКу РСФСР была направлена телеграмма, содержащая такой текст: «будировали вокруг вопроса о так называемой Белоруссии, а также в связи с активной деятельностью Рады БНР в отношении её международного признания». В связи с изменением военно-политической обстановки решение назрело. Хотя предложения о создании Белорусской Советской Республики звучали и ранее, особое внимание ЦК РКП(б) привлекли решения конференции белорусских секций РКП(б), в которых постановлялось создать временное рабоче-крестьянское правительство, созвать Всебелорусский съезд коммунистов и создать национальный партийный центр. 24 декабря вопрос о создании белорусской советской государственности обсуждался на заседании ЦК РКП(б). 25 декабря нарком по делам национальностей Иосиф Сталин провёл переговоры с Дмитрием Жилуновичем и Александром Мясниковым и сообщил им о решении ЦК РКП(б) поддержать создание БССР. Причины такого решения Сталин, однако, не сообщил, сказав лишь, что ЦК принял решение «по многим соображениям, о которых теперь говорить не приходится, согласиться с белорусскими товарищами на образование Белорусской советской республики». 27 декабря на последних переговорах в Москве с участием Сталина была обозначена территория будущего государства (Гродненская, Минская, Могилёвская, Смоленская, Витебская губернии).
30 декабря 1918 года в Смоленске в нынешнем здании филармонии начала работу VI конференция организаций РСДРП(б) Северо-Западной области. В соответствии с решением ЦК РКП(б) в повестку дня был поставлен вопрос о создании Белорусской советской республики. Резолюция о создании Белорусской советской республики на базе Западной коммуны была принята единогласно при пяти воздержавшихся.
Постановление о границах нового государства было принято в тот же день. Территория нового государства подразделялась на семь районов — Минский, Смоленский, Витебский, Могилёвский, Гомельский, Гродненский и Барановичский. Минская, Смоленская, Могилёвская, Витебская и Гродненская губернии, а также несколько уездов Сувалковской, Черниговской, Виленской и Ковенской губерний и за исключением нескольких уездов Смоленской и Витебской губерний были признаны «основным ядром Белорусской Республики».
30—31 декабря велось создание временного правительства. В эти дни между Жилуновичем и Мясниковым произошёл конфликт, связанный с желанием Жилуновича заполучить большинство мест во временном правительстве для представителей Белнацкома и Центрального бюро белорусских коммунистических секций, но конфликт был исчерпан благодаря вмешательству Сталина. В результате, Белнацком и ЦБ белорусских секций получили 7 мест во временном правительстве, в то время как представители Облисполкома Западной области и фронта и Северо-западного обкома — 9. При этом председателем временного правительства был назначен Жилунович.

### 1919 год
Вечером 1 января 1919 года по радио был зачитан «Манифест Временного рабоче-крестьянского советского правительства Белоруссии». Манифест был составлен в спешке, и лишь пятью членами правительства (Жилунович, Червяков, Мясников, Иванов, Рейнгольд) сначала на русском языке с последующим переводом на белорусский. Эта дата считается датой провозглашения Советской Белоруссии.
3 января 1919 года облисполком Западной области и фронта самораспустился, передав власть временному правительству ССР Белоруссии. 5 января 1919 года правительство ССРБ переехало из Смоленска в Минск.
16 января на пленуме ЦК РКП(б) без согласования с правительством ССРБ и ЦБ КП(б)Б было принято решение о выделении «из Белорусской Республики губерний Витебской, Смоленской и Могилёвской, оставляя в составе Белоруссии две губернии — Минскую и Гродненскую». Кроме того, были предложения начать подготовку к объединению с Литвой, а в перспективе — с Россией и другими советскими республиками.
Постановление ЦК РКП(б) было отрицательно встречено большинством в ЦИК ССР Белоруссии, однако в связи с телеграммой председателя ВЦИКа Я. Свердлова, где содержалось предписание «провести через местные Советы, а затем через съезд Белоруссии» это решение, постановление было в конце концов одобрено на губернских партконференциях. В знак протеста против директивного изменения территории республики три наркома вышли из состава правительства. Кроме того, подобные действия были непопулярными и на местах — так, Невельская уездная конференция 21 голосами против 2 приняла резолюцию против передачи Витебской губернии в непосредственное подчинение РСФСР.
31 января 1919 года независимость ССР Белоруссии признал ВЦИК РСФСР. 2 февраля 1919 года в Минске начал работу I Всебелорусский съезд Советов рабочих, солдатских и красноармейских депутатов, принявший 3 февраля Конституцию Социалистической Советской Республики Белоруссии. В съезде участвовало 230 делегатов, включая 121 человека от Минской губернии, 49 — от Смоленской и ни одного — от Витебской; на съезде также присутствовал Я. Свердлов. На съезде был избран ЦИК ССРБ, который возглавил Мясников и куда вошло лишь два представителя Белнацкома. 27 февраля 1919 года ССР Белоруссии объединилась с Литовской Советской Республикой в Литовско-Белорусскую Социалистическую Советскую Республику — Литбел. Литбел прекратила своё существование в связи занятием её территории войсками Польской Республики в ходе советско-польской войны.

### После 1920 года

Территория Белорусской ССР на карте Советского Союза (1925)

После освобождения Рабоче-крестьянской Красной армией значительной части территории Белоруссии от оккупации польскими войсками в ходе советско-польской войны, 31 июля 1920 года независимость республики была восстановлена. В тот же день в газете «Советская Белоруссия» была опубликована «Декларация о провозглашении независимости Социалистической Советской Республики Белоруссии», принятая партийными и профсоюзными организациями Белоруссии 31 июля 1920 года. Впоследствии изменилось и название республики с Социалистической Советской Республики Белоруссия (ССРБ) на Белорусскую Социалистическую Советскую Республику (БССР). БССР стала одной из четырёх советских республик (наряду с РСФСР, УССР и ЗСФСР), заключивших 29 декабря 1922 года Договор об образовании СССР.
В феврале 1921, апреле 1924 и декабре 1926 годов часть территории РСФСР, а именно части Витебской (с Витебском), Смоленской (с Оршей), Гомельской (с Гомелем) губерний, были возвращены в состав Белорусской ССР. Таким образом, территория БССР увеличилась более чем вдвое, а её восточная граница стала соответствовать восточной границе современной Белоруссии.
15 марта 1935 года за успехи в социалистическом строительстве и развитии народного хозяйства Белорусская ССР была награждена орденом Ленина.
До 1936 года официальными языками республики наряду с белорусским и русским были польский и идиш. Лозунг «Пролетарии всех стран, соединяйтесь!» был на гербе БССР на всех четырёх языках.

### БССР во Второй мировой войне
В период с 17 сентября по 5 октября 1939 года Красная армия заняла восточную территорию Польской Республики, разделённую впоследствии между Белорусской ССР в качестве Западной Белоруссии, Украинской ССР в качестве Западной Украины и Литовской Республикой. Хронологически первой была решена судьба принадлежности Вильнюса, 10 октября 1939 года между СССР и Литовской Республикой был заключён Договор о передаче Литовской республике города Вильно и Виленской области и о взаимопомощи между Советским Союзом и Литвой, по сути, в обмен на советские военные базы. Западная Белоруссия (вместе с Белостоком) была включена в состав СССР и воссоединена с БССР Законом СССР от 2 ноября 1939 года.
После включения Литовской Республики в состав СССР 3 августа 1940 года вскоре была установлена современная граница между Белоруссией и Литвой в соответствии с Указом Президиума Верховного Совета СССР от 6 ноября 1940 года «Об установлении границы между Белорусской ССР и Литовской ССР», при этом Литовской ССР были переданы города Друскеники, Свенцяны, а также Солечники и окружающие сельские территории.
На Тегеранской конференции (28 ноября — 1 декабря 1943 года), во время Второй мировой войны, лидерами стран «большой тройки» за основу будущей советско-польской границы была принята «линия Керзона», что предопределило передачу Польше из состава БССР Белостокской области, что и было оформлено Советско-польским договором от 16 августа 1945 года.

### Послевоенная БССР
После Великой Отечественной войны, 25 июня 1945 года, БССР и УССР в составе СССР подписали Устав Организации Объединённых Наций (ООН), вступивший в силу 24 октября того же года.
В 1958 году БССР была награждена вторым орденом Ленина, 27 декабря 1968 года — орденом Октябрьской Революции, в 1972 году — орденом Дружбы народов.
Послевоенная русификация Белорусской ССР привела к значительному ухудшению позиций белорусского языка во многих сферах общественной жизни республики и усилению роли русского.

### Белоруссия в 1990—1991 годах
В 1990 году был принят закон «О языках в Белорусской ССР», придавший белорусскому языку статус единственного государственного языка, а русскому — статус «языка межнационального общения народов Союза ССР». 27 июля 1990 года была принята Декларация о государственном суверенитете Республики Беларусь, в которой признавалось верховенство Конституции БССР и её законов. 19 сентября 1991 года Белорусская ССР переименована в Республику Беларусь. После этого Беларусь оставалась в составе СССР ещё около трёх месяцев. Использование названия «Белорусская Советская Социалистическая Республика» и её сокращённых вариантов на официальных бланках, печатях, штампах и т. д. допускалось на протяжении 1991—1993 годов.
БССР была одной из трёх советских республик (наряду с РСФСР и УССР), подписавших 8 декабря 1991 года Беловежское соглашение (Соглашение о создании Содружества Независимых Государств (СНГ)), констатировавшее прекращение существования СССР. В Белоруссии соглашение вступило в силу 10 декабря 1991 года. Упоминания об СССР оставались в Конституции Белоруссии (Белорусской ССР 1978 года) вплоть до принятия новой белорусской конституции в марте 1994 года.

## Площадь и население
| Год  | Площадь (тыс. км²) | Население (млн ч.) |
| ---- | ------------------ | ------------------ |
| 1921 | 52,4               | 1,544              |
| 1924 | 110,6              | 4,2                |
| 1926 | 126,3              | 4,9                |
| 1939 | 223                | 10,2               |
| 1959 | 207,6              | 8,06               |
| 1970 | 207,6              | 9,002              |
| 1979 | 207,6              | 9,53               |
| 1989 | 207,6              | 10,152             |
| 1991 | 207,6              | 10,3               |

## Территориальное деление
| Год  | Областей | Округов | Районов | Сельсоветов | Городов | Рабочих посёлков | Посёлков городского типа |
| ---- | -------- | ------- | ------- | ----------- | ------- | ---------------- | ------------------------ |
| 1926 | -        | 10      | 100     | 1202        | 25      |                  |                          |
| 1928 | -        | 8       |         |             |         |                  |                          |
| 1934 | -        | -       |         |             |         |                  |                          |
| 1935 | -        | 4       |         |             |         |                  |                          |
| 1938 | 5        | -       | 90      | 1420        | 32      | 14               | 68                       |

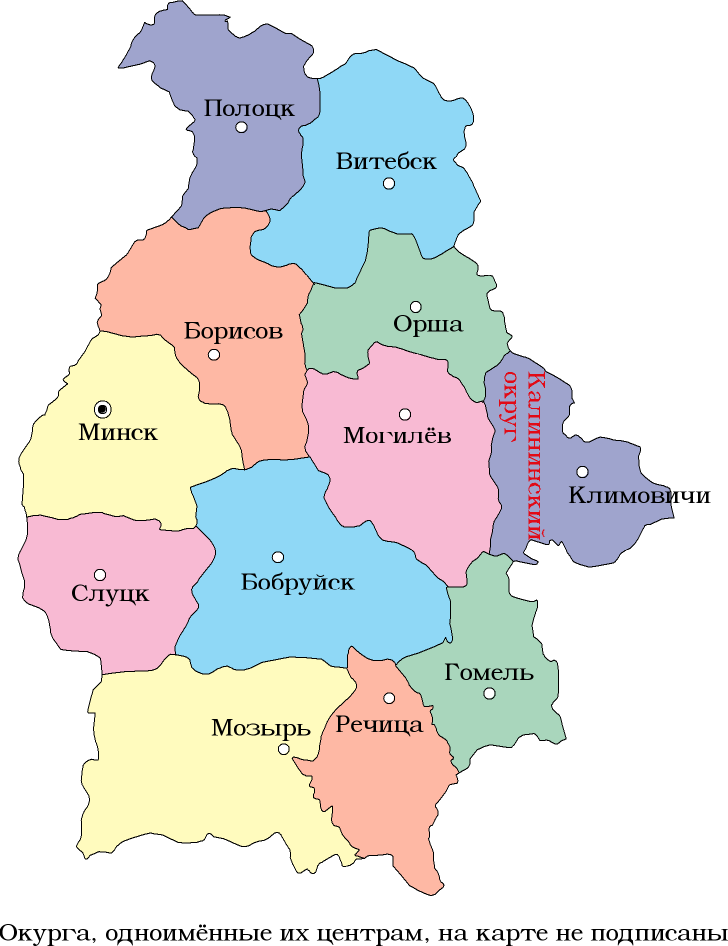
Карта округов Белорусской ССР в 1926 году

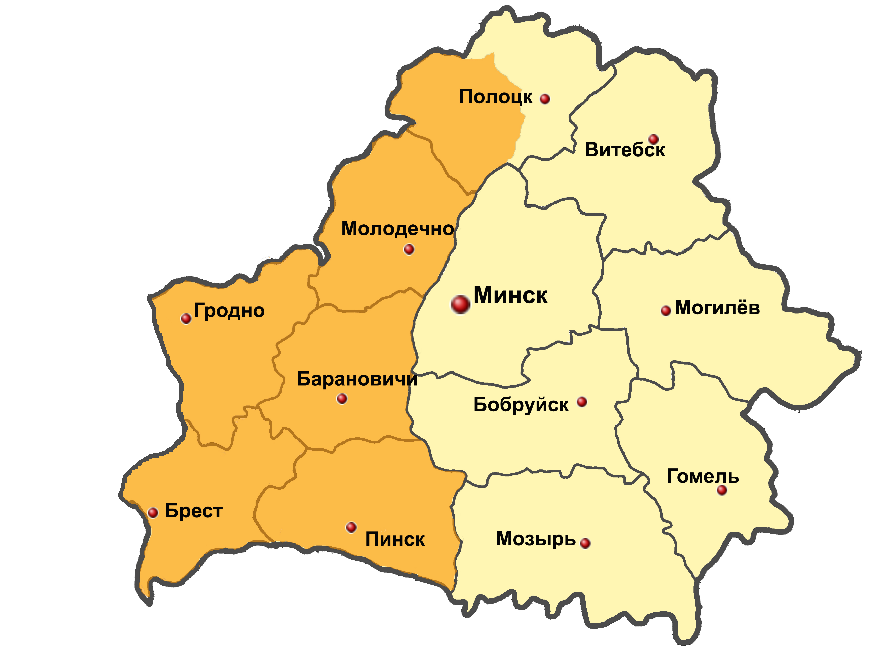
Административное деление БССР в 1945—1954 годах

Указом Президиума Верховного Совета СССР от 4 декабря 1939 года в составе БССР были образованы Барановичская, Белостокская, Брестская, Вилейская и Пинская области. 4 апреля 1940 года Верховный Совет СССР утвердил создание указанных областей. Указом Президиума Верховного Совета СССР от 20 сентября 1944 года в составе БССР были образованы Бобруйская, Гродненская и Полоцкая области, Указом от того же числа областной центр Вилейской области был перенесён в Молодечно, а сама Вилейская область была переименована в Молодечненскую.
По состоянию на 1991 год:
- Брестская область (с 4 декабря 1939 года);
- Витебская область (с 15 января 1938 года);
- Гомельская область (с 15 января 1938 года);
- Гродненская область (с 20 сентября 1944 года);
- Минская область (с 15 января 1938 года);
- Могилёвская область (с 15 января 1938 года).

Ранее существовали также:
- Барановичская область (с 4 декабря 1939 года по 8 января 1954 года, вошла в Брестскую, Гродненскую, Минскую и Молодечненскую);
- Белостокская область (с 4 декабря 1939 года по 20 сентября 1944 года, большая часть вошла в Польшу, меньшая — к Гродненской);
- Бобруйская область (с 20 сентября 1944 года по 8 января 1954 года, вошла в Гомельскую, Минскую и Могилёвскую);
- Вилейская область (с 4 декабря 1939 года по 20 сентября 1944 года, переименована в Молодечненскую, часть вошла в Полоцкую);
- Молодечненская область (с 20 сентября 1944 года по 20 января 1960 года, вошла в Витебскую, Гродненскую и Минскую);
- Пинская область (с 4 декабря 1939 года по 8 января 1954 года, вошла в Брестскую);
- Полесская область (с 15 января 1938 года по 8 января 1954 года, вошла в Гомельскую);
- Полоцкая область (с 20 сентября 1944 года по 8 января 1954 года, вошла в Витебскую и Молодечненскую).

## Экономика
- Производство промышленной продукции в БССР по годам

## Флаг БССР

Флаг БССР 03.02.1919 — 11.04.1927
Флаг Литбела 27.02.1919 — 01.09.1919
Флаг БССР 11.04.1927 — 19.02.1937
Флаг БССР 19.02.1937 — 25.12.1951
Флаг БССР 25.12.1951 — 19.09.1991

## Ядерное оружие
По состоянию на 1989 год на территории БССР находилось около 1180 стратегических и тактических ядерных боезарядов. В декларации о государственном суверенитете, принятой 27 июля 1990 года, утверждалось: «Белорусская ССР ставит целью сделать свою территорию безъядерной зоной, а республику — нейтральным государством». На встрече в Вискулях Станислав Шушкевич дал однозначное согласие на вывод ядерного оружия с территории Белоруссии.

## Республика в филателии

Почтовые марки СССР
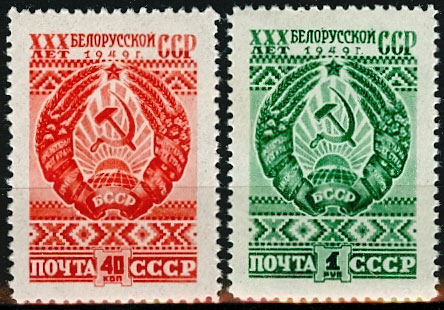
30 лет Белорусской ССР, 1949 год
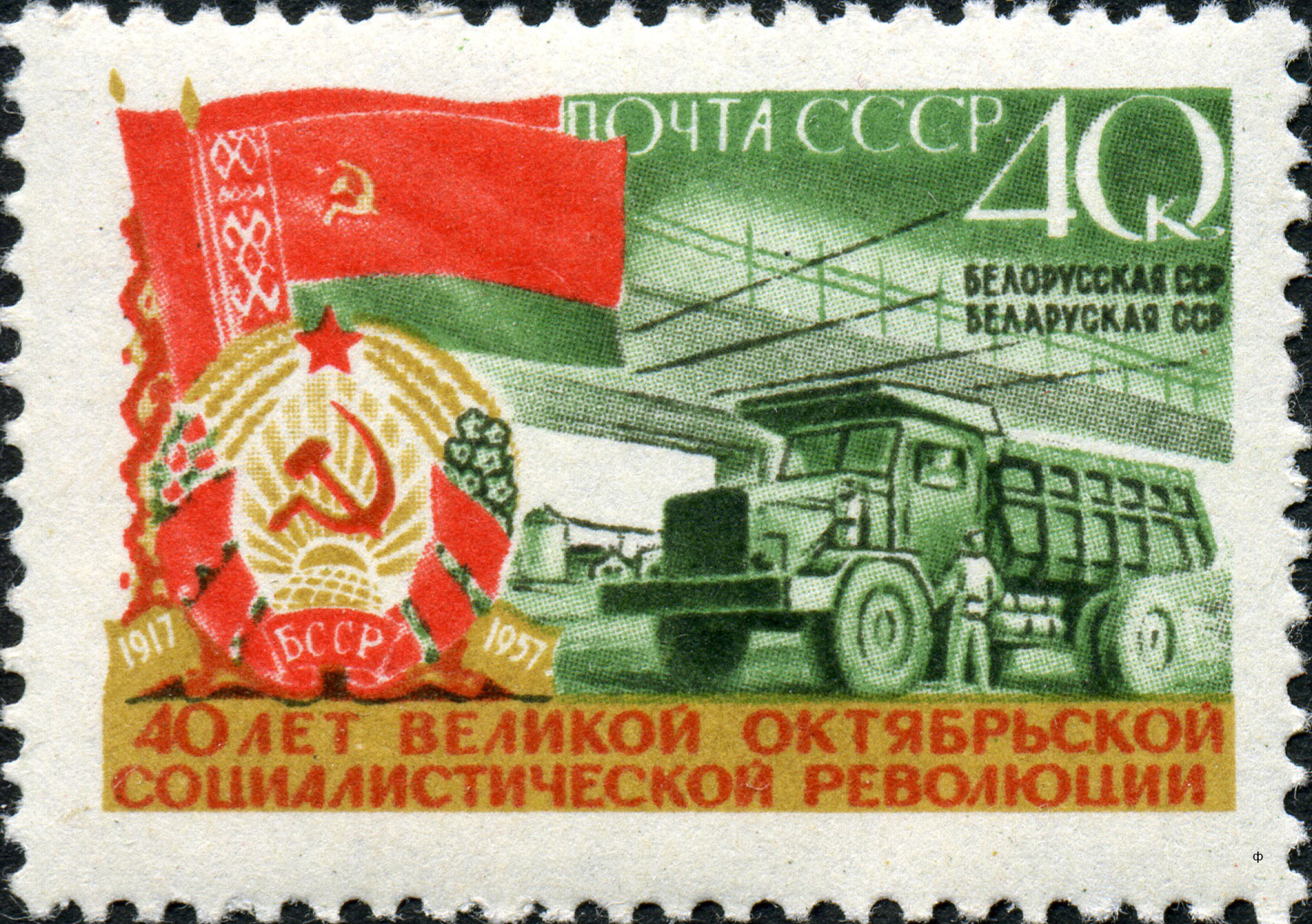
40 лет Октябрьской социалистической революции. Белорусская ССР, 1957 год
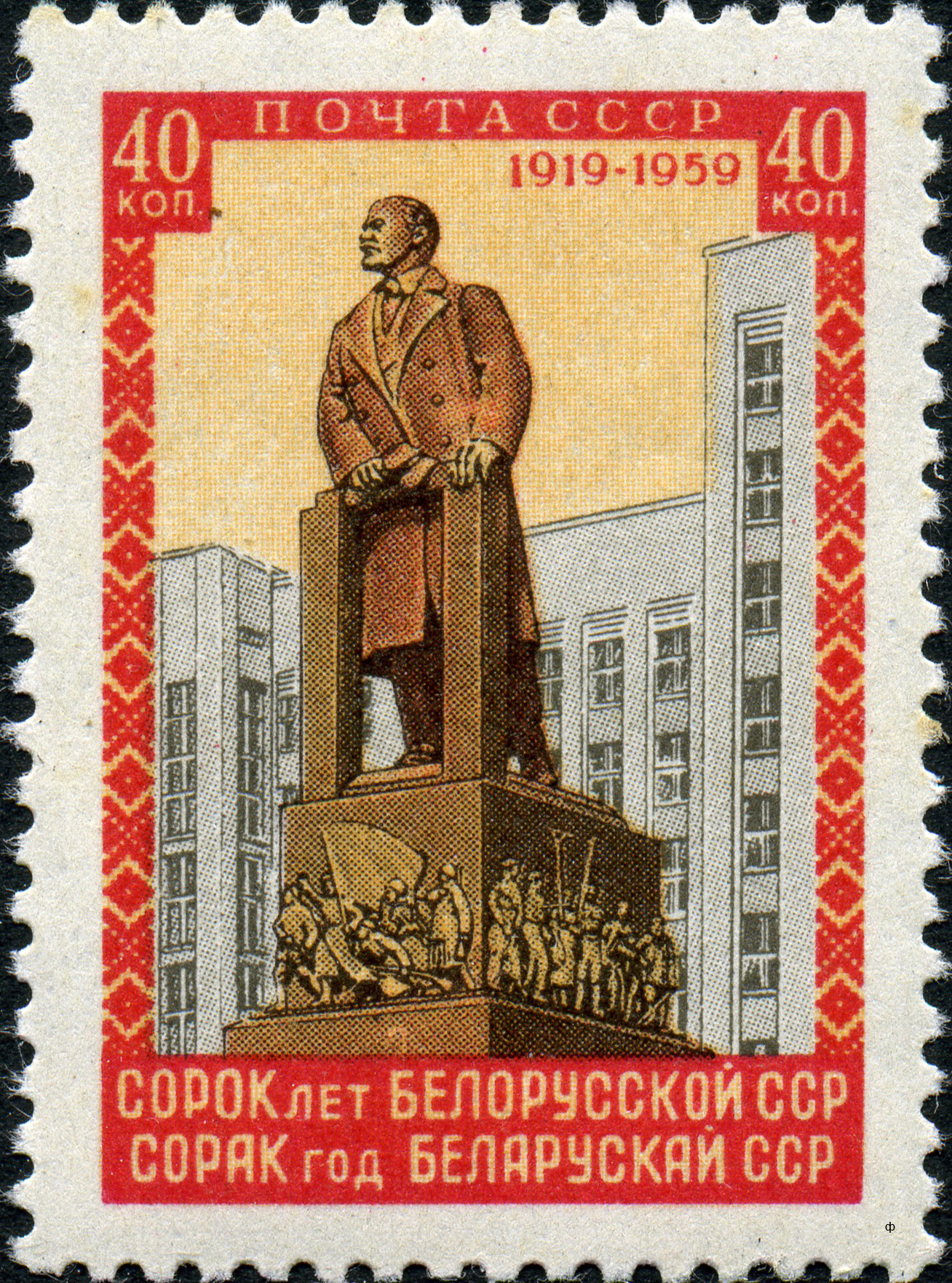
40 лет Белорусской ССР, 1958 год
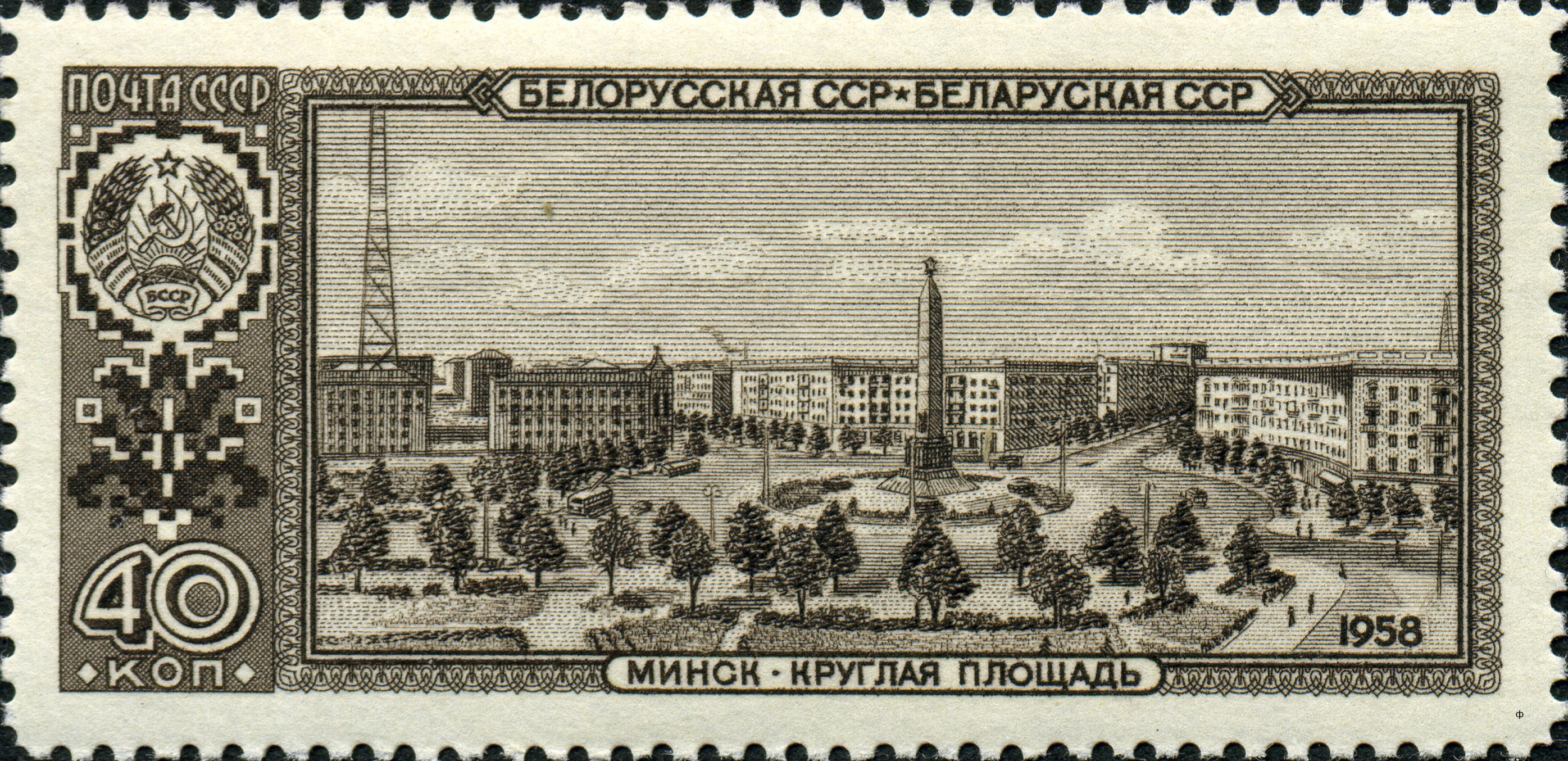
Белорусская ССР. Минск. Круглая площадь, 1958 год
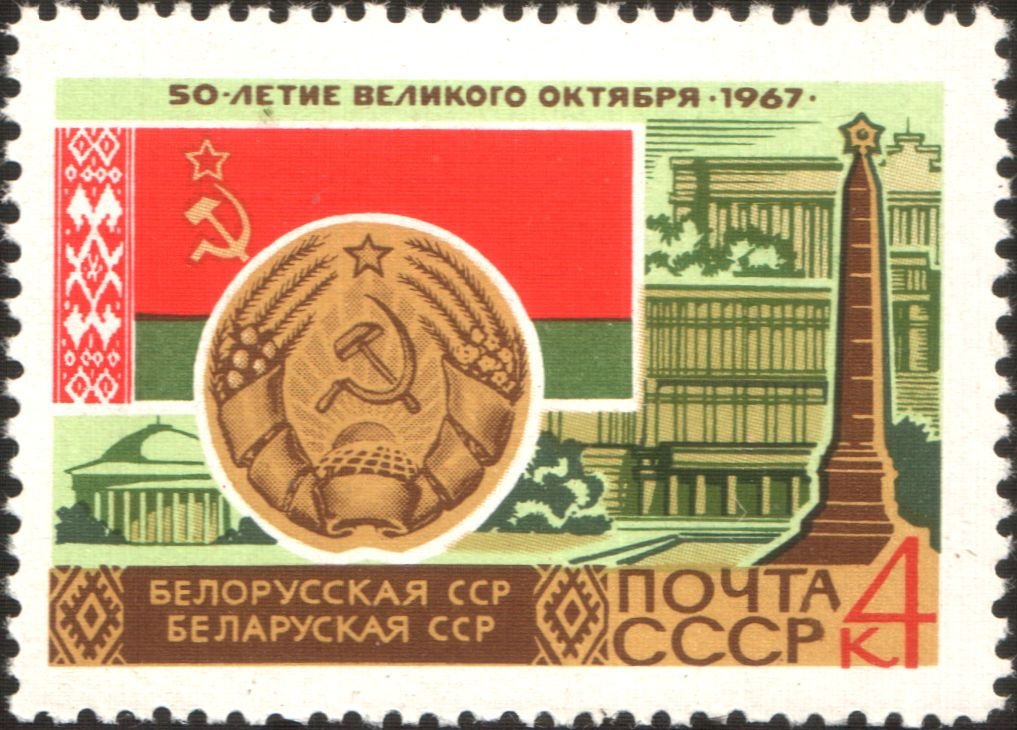
Белорусская ССР. Минск. Художники: Н. Андреева / Ю. Левиновский, 1967 год
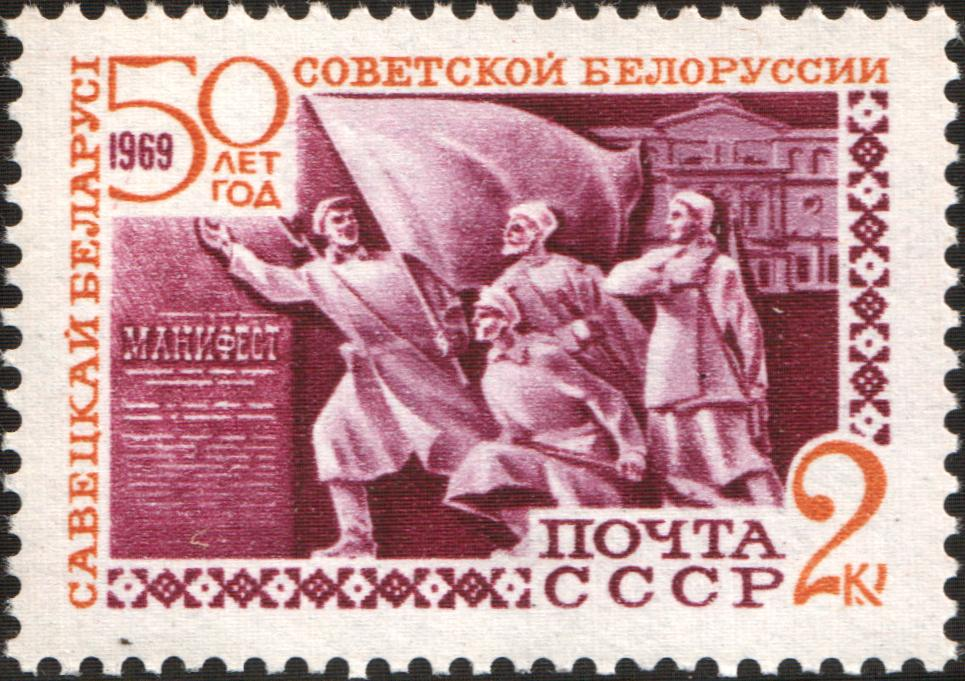
50 лет Белорусской ССР, 1969 год
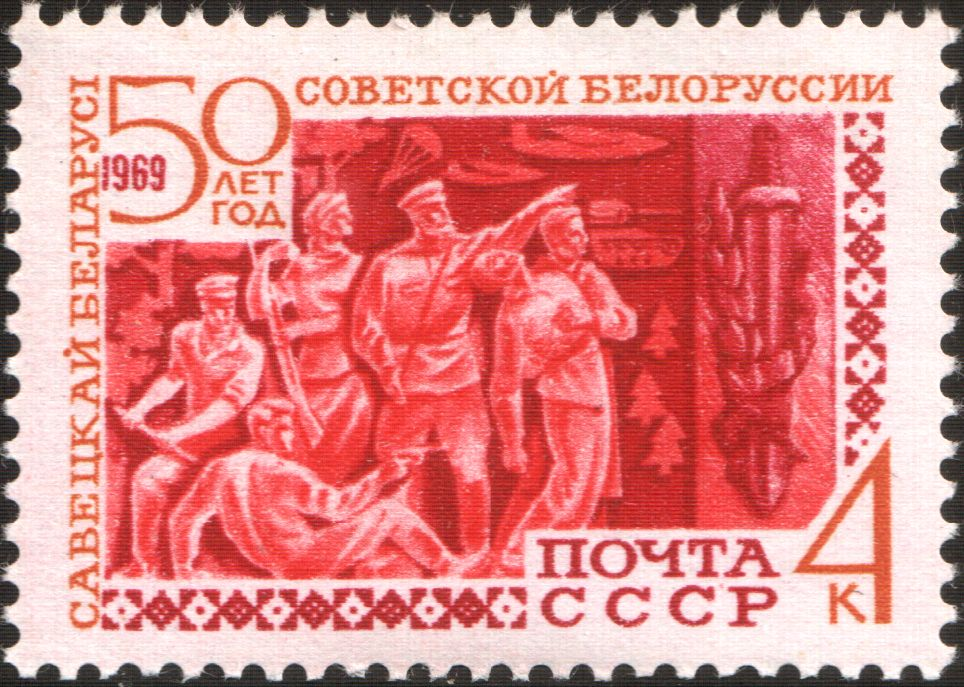
50 лет Белорусской ССР, 1969 год
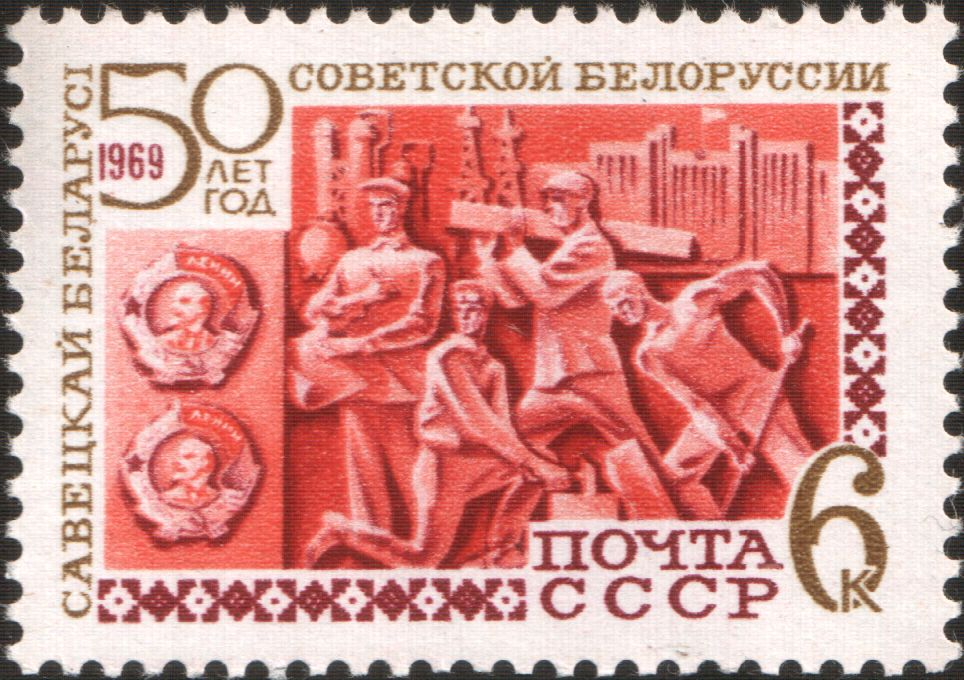
50 лет Белорусской ССР, 1969 год
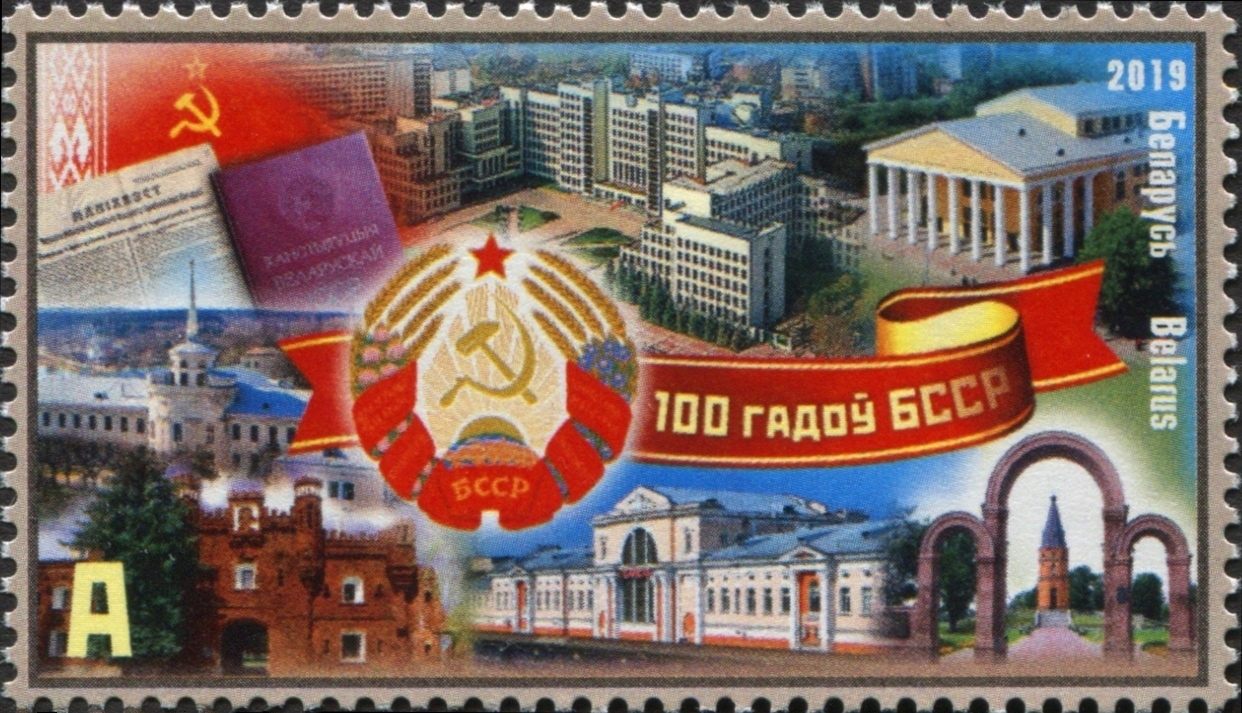
100 лет Белорусской ССР, 2019 год